# Tuc deth Cap deth Pòrt de Caldes
El Tuc deth Cap deth Pòrt de Caldes és una muntanya que es troba en límit dels termes municipals de la Vall de Boí (Alta Ribagorça) i de Naut Aran (Vall d'Aran). Està situada en el límit del Parc Nacional d'Aigüestortes i Estany de Sant Maurici i la seva zona perifèrica.
El pic, de 2.671,4 m, situat al sud del Tuc de Ribereta i al nord del Port de Caldes, s'alça en el punt de confluència de la carenes que separen l'occidental Capçalera de Caldes de la Vall de Boí, de l'oriental Vall de Valarties: la que cap al nord limita amb la Ribèra de Ribereta i la que cap al sud ho fa amb el Circ de Colomèrs. Calen destacar, al voltant seu, l'Estany del Port de Caldes a l'oest i el Lac deth Pòrt de Caldes al sud-est.

## Rutes
La ruta normal parteix del Port de Caldes.